# Matylda Anglická
Matylda Anglická (7. února 1102, Winchester – 10. září 1167, Rouen), známá též jako císařovna Matylda, byla římská císařovna a hraběnka z Anjou, neúspěšná kandidátka na anglický trůn.

## Život

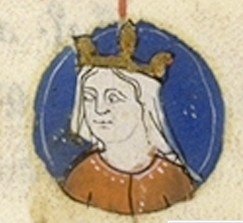
Matylda Anglická

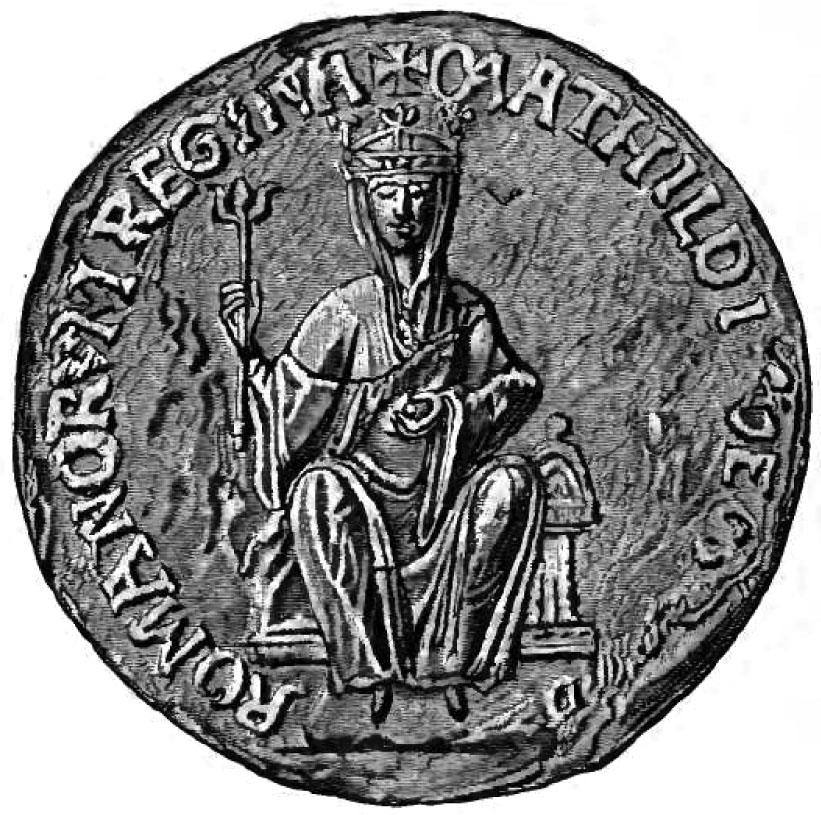
Matyldina pečeť

Matylda byla dcera anglického krále Jindřicha I. a jeho první ženy Matyldy Skotské. Jako dítě byla zasnoubena s o mnoho let starším císařem Jindřichem V., za kterého se také ve dvanácti letech provdala. Svatba se konala roku 1114 v Mohuči. Mladá nevěsta však svému choti potomky nedala.
Roku 1120 nečekaně zahynul následník trůnu Vilém Adelin při potopení Bílé lodi během plavby přes Lamanšský průliv. Stala se tak jedinou dědičkou anglického trůnu a po smrti svého manžela roku 1125 se na pokyn otce vrátila jako vdova do rodné Anglie. Aby jí otec zajistil postavení následnice trůnu, přiměl anglickou šlechtu, aby ji uznala za svou příští panovnici a 17. června 1128 ji v Le Mans provdal za Geoffroye z Anjou, který ovládal rozsáhlá území na severu Francie. Toto manželství nebylo příliš šťastné. Matylda byla o jedenáct let starší než Geoffrey, byla velmi tvrdohlavá a soudobé prameny o ní s oblibou říkají, že byla příliš mužská a panovačná. I přesto se manželům podařilo zplodit tři syny, z nichž nejstarší Jindřich později úspěšně uplatnil rodový nárok na trůn.
Po smrti krále Jindřicha I. roku 1135 se anglická šlechta vzepřela tomu, že by jim měla panovat žena a raději uznala za krále jejího bratrance Štěpána z Blois, jenž byl synem sestry zesnulého krále. Matylda okamžitě zorganizovala odboj, který vedl její polorodý bratr Robert, hrabě z Gloucesteru, jeden z nejpřednějších anglických šlechticů. Situace v zemi vyústila v občanskou válku, která trvala téměř dvacet let. Země byla rozdělena mezi dva tábory, které střídavě nabývaly vrchu a ustupovaly. Postupem času se Matyldiny šance na získání trůnu zmenšovaly, protože mezi šlechtou nebyla oblíbená a její manželství s rovněž neoblíbeným hrabětem z Anjou jí také neprospělo. I když byla část šlechty ochotna uznat nárok Matyldy jako Jindřichovy dcery, jejího muže jako krále odmítali svorně všichni.
Roku 1147 zemřel Robert z Gloucesteru, čímž Matyldina strana přišla o vůdce. Její manžel anglickou válku nikdy nepodporoval, a tak situace vypadala beznadějně. Nečekaně se ale do čela odporu proti Štěpánovi postavil Matyldin čtrnáctiletý syn Jindřich, který se velmi brzy projevil jako schopný vojevůdce a taktik. Štěpánova slabost, rozvrácená situace v zemi a v neposlední řadě i nepopularita Štěpánova dědice Eustacha vydláždily mladému Jindřichovi cestu k trůnu. Roku 1153 (po Eustachově smrti 17. srpna 1153) smlouvou z Wallingfordu Štěpán oficiálně Jindřicha jmenoval svým následníkem. O rok později Štěpán zemřel. Tak se Matyldin nárok na trůn realizoval v osobě jejího syna, který nastoupil na trůn jako Jindřich II.
Hrdá císařovna, jak se po celý svůj život nechala s ohledem na své první manželství titulovat, do Anglie již nikdy nevkročila a nezúčastnila se ani synovy korunovace. Nadále mu ale pomáhala se správou kontinentálního panství a ke konci svého života se uchýlila do kláštera. Zemřela roku 1167 a byla pohřbena v normandském klášteře Bec. Roku 1847 byly její ostatky přeneseny do rouenské katedrály Notre-Dame.